# Marcela Carvajal
Marcela Carvajal Murcia (Bogotá, 28 de junio de 1969) es una psicóloga, actriz y directora colombiana, conocida por haber interpretado a Alejandra Maldonado en la telenovela Hasta que la plata nos separe, personaje que le valió muchos premios importantes en su país.

## Biografía

### Carrera
Estudió teatro y baile, perteneciendo posteriormente a diversos grupos de teatro como el del Teatro del Balcón, y El Grupo que le permitió trabajar en Noruega, Finlandia y Holanda con la obra Severa vigilancia. 
Inició su carrera en 1992 con las telenovelas Espérame al final y En cuerpo ajeno al lado de Amparo Grisales. También tuvo notables participaciones en las telenovelas De pies a cabeza, La sombra del deseo y Yo amo a Paquita Gallego.
En 1998 presentó en las Cosas secretas del Noticiero CM&
En 1998 tuvo un protagónico de mayor proyección internacional en la telenovela ¿Por qué diablos? junto a Manolo Cardona y Víctor Mallarino. 
En el año 2000 debuta en el cine con la película Diástole y sístole: Los movimientos del corazón junto a Nicolás Montero y Ramiro Meneses y dirigida por Harold Trompetero. Al año siguiente aparece en la telenovela El informante nuevamente junto a Nicolás Montero. En 2002 trabaja como villana en la telenovela de Telemundo, La venganza y para Caracol Televisión hizo parte del elenco protagónico en la telenovela Pecados capitales.
Finalmente en el año 2006 alcanza el éxito total interpretando a la doctora Alejandra Maldonado en la telenovela Hasta que la plata nos separe junto a Víctor Hugo Cabrera. Su interpretación le valió Premios TVyNovelas y Festival de Cartagena de Indias.
Posteriormente vuelve al cine con Dios los junta y ellos se separan nuevamente de Harold Trompetero y Buscando a Miguel. En el 2008 aparece en una película para televisión producida por Fox Telecolombia llamada La pócima.
En el 2012 participó en la serie Lynch producida por Fox Telecolombia y protagonizada por la actriz uruguaya Natalia Oreiro.
Actualmente reside en la ciudad de Los Ángeles con su familia.

## Filmografía

### Televisión
| Año       | Título                                     | Personaje                                                     |
| --------- | ------------------------------------------ | ------------------------------------------------------------- |
| 2025      | Perfil falso                               | Laura Moncada                                                 |
| 2023      | Pálpito                                    | Dra. Felicia Montalvo                                         |
| 2022      | Punto final                                | Carla                                                         |
| 2021      | Influencer                                 | María Adelaida                                                |
| 2020      | La nena 3                                  | Yolanda                                                       |
| 2020      | La Nocturna 2                              | Esther Chevallier Brandt                                      |
| 2019      | Decisiones: Unos ganan, otros pierden      | Gloria de Santos                                              |
| 2019      | La nena 2                                  | Yolanda                                                       |
| 2018      | La nena                                    | Yolanda                                                       |
| 2018      | Descontrol                                 | Zoe                                                           |
| 2017      | La Nocturna                                | Esther Chevallier Brandt                                      |
| 2016      | Contra el tiempo                           | Helena de Laverde                                             |
| 2015      | Laura la santa colombiana                  | Clarissa Montoya                                              |
| 2014-2015 | El laberinto de Alicia                     | Alicia Vega                                                   |
| 2012-2013 | ¿Dónde carajos esta Umaña?                 | Ángela Adriana Pizarro Nieto de Umaña / Audrey Falla de Feria |
| 2012      | Lynch                                      | Mayor Ángela Fernández De Triana                              |
| 2010-2011 | Secretos de familia                        | Claudia San Miguel                                            |
| 2008      | Tiempo final                               | La Sheriff                                                    |
| 2006-2007 | Hasta que la plata nos separe              | Alejandra Maldonado                                           |
| 2006      | Decisiones                                 | Sandra                                                        |
| 2004-2005 | La saga, negocio de familia                | Marina Guzmán                                                 |
| 2004-2005 | Dora, la celadora                          | Ximena Urdaneta                                               |
| 2002-2004 | Pecados capitales                          | Fabiana Salinas                                               |
| 2002-2003 | La venganza                                | Raquel Rangel de Valerugo                                     |
| 2001-2002 | El informante en el país de las mercancías | Alejandra León                                                |
| 1998      | ¿Por qué diablos?                          | Ángela Falla                                                  |
| 1997      | Perfumes de agonía                         | Gabriela Ramírez                                              |
| 1997      | Yo amo a Paquita Gallego                   | Soledad Gallego                                               |
| 1995-1996 | La sombra del deseo                        | Nina Soler                                                    |
| 1994      | Detrás de un ángel                         | Zayra                                                         |
| 1993      | De pies a cabeza                           | Lucía de Rey                                                  |
| 1993      | María María                                |                                                               |
| 1992-1993 | En cuerpo ajeno                            |                                                               |
| 1992      | Espérame al final                          |                                                               |

## Cine
| Año  | Título                                          | Personaje                |
| ---- | ----------------------------------------------- | ------------------------ |
| 2024 | La Patasola                                     |                          |
| 2017 | Virginia Casta                                  | Antonia                  |
| 2017 | Hjertestart                                     | Pilar                    |
| 2017 | Los Oriyinales                                  |                          |
| 2016 | El lamento                                      | Lucia                    |
| 2012 | El paseo 2                                      | Recepcionista            |
| 2012 | Mi gente linda mi gente bella                   |                          |
| 2011 | Locos                                           | Carolina                 |
| 2008 | La pócima                                       | Andrea Rodríguez Herrera |
| 2007 | Buscando a Miguel                               | Mónica                   |
| 2006 | Dios los junta y ellos se separan               | Rosalba                  |
| 2000 | Diástole y sístole: los movimientos del corazón | Ella                     |

### Programas
| Año       | Programa        | Rol          |
| --------- | --------------- | ------------ |
| 2017      | Sábados felices | Jurado       |
| 1998-1999 | CM&, La Noticia | Presentadora |

## Teatro
- La Nena, Teatro en capítulos (2021)[10]
- Cosas de trago (2019)[11]
- Hay un complot 2 (2018-presente)
- Los vecinos de arriba (2018)[12]
- Una relación pornográfica (2015)
- Hombre con hombre mujer con mujer (2011-2023)[13][14][15]
- Amores que matan (2011)[16]
- Melodrama (2010)
- Monólogos de la vagina (2008-2017)[17]
- El amante (2005)[18]
- El lado oscuro de la Playboy (1997)

## Premios y nominaciones

### Premios India Catalina
| Año  | Categoría                                      | Telenovela o Serie            | Resultado |
| ---- | ---------------------------------------------- | ----------------------------- | --------- |
| 2015 | Mejor actriz protagónica de telenovela o serie | El laberinto de Alicia        | Nominada  |
| 2013 | Mejor Actriz Protagónica de Telenovela         | ¿Dónde carajos está Umaña?    | Ganadora  |
| 2007 | Mejor Actriz Principal                         | Hasta que la plata nos separe | Ganadora  |
| 2000 | Mejor Actriz Principal                         | ¿Por qué diablos?             | Nominada  |
| 1994 | Mejor Actriz Principal                         | María María                   | Nominada  |

### Premios TVyNovelas
| Año  | Categoría                              | Telenovela o Serie                         | Resultado |
| ---- | -------------------------------------- | ------------------------------------------ | --------- |
| 2015 | Mejor actriz protagónica de telenovela | El laberinto de Alicia                     | Ganadora  |
| 2013 | Mejor actriz protagónica de telenovela | ¿Dónde carajos esta Umaña?                 | Nominada  |
| 2007 | Mejor Actriz Protagónica               | Hasta que la plata nos separe              | Ganadora  |
| 2002 | Mejor Actriz Protagónica de Serie      | El informante en el país de las mercancías | Nominada  |
| 2000 | Mejor Actriz Protagónica de Novela     | ¿Por qué diablos?                          | Ganadora  |
| 1994 | Mejor Actriz Protagónica               | María María                                | Nominada  |

### Premios Simón Bolívar
| Año  | Categoría    | Telenovela o serie | Resultado |
| ---- | ------------ | ------------------ | --------- |
| 1993 | Mejor Actriz | María María        | Ganadora  |

### Premios Macondo
| Año  | Categoría               | Película       | Resultado |
| ---- | ----------------------- | -------------- | --------- |
| 2018 | Mejor actriz de reparto | Virginia Casta | Nominada  |
| 2012 | Mejor actriz principal  | Locos          | Nominada  |

### Otros premios obtenidos
- Premio India Catalina a Mejor Actriz Colombiana en Película por Diástole y sístole: los movimientos del corazón
- Premio Orquídea USA a la Mejor Actriz protagónica por Hasta que la plata nos separe
- Premio Atrapalo a Mejor Actriz de Teatro por Hombre con Hombre, Mujer con Mujer